# LifeScan
LifeScan, Inc. là nhà sản xuất hệ thống chẩn đoán với các sản phẩm tập trung vào thị trường bệnh tiểu đường, đặc biệt là hệ thống theo dõi đường huyết.

## Lịch sử
LifeScan trước đây một công ty trực thuộc tập đoàn Johnson & Johnson (J&J). Nó được J&J mua lại vào năm 1986 và vào tháng 6 năm 2018, J&J đồng ý bán LifeScan cho Platinum Equity như một phần của chiến lược rút lui khỏi thị trường thiết bị tiểu đường, họ đã chấp thuận lời đề nghị ban đầu được đưa ra vào tháng 3 năm 2018. Quá trình chuyển giao hoàn tất vào cuối năm 2018.
LifeScan sản xuất và tiếp thị các dòng sản phẩm OneTouch Ultra và One Touch Verio để sử dụng trong gia đình. Triết lý của công ty là "tạo ra một thế giới không có giới hạn cho những người mắc bệnh tiểu đường." Trong suốt thời gian tồn tại, LifeScan đã tạo ra một cuộc cách mạng trong việc theo dõi đường huyết bằng cách giới thiệu hệ thống "Một lần chạm". Ban đầu, phép đo được thực hiện bằng cách sử dụng một que thử thay đổi màu sắc tùy thuộc vào hàm lượng glucose trong mẫu máu, và LifeScan đã vươn lên trở thành nhà sản xuất hàng đầu thế giới về các hệ thống này vào đầu những năm 1990. Sau đó, công nghệ đo lường được thay đổi thành điện hóa học, nhưng LifeScan vẫn duy trì vị trí dẫn đầu trong ngành.
LifeScan có các cơ sở ở Inverness, Scotland; Burnaby, British Columbia, Canada; và Cabo Rojo, Puerto Rico. Tập đoàn Animas ở West Chester, Pennsylvania, nơi sản xuất máy bơm insulin cho những người mắc bệnh tiểu đường, được Johnson & Johnson mua lại vào năm 2006 và hiện đã đóng cửa, báo cáo với LifeScan.
LifeScan, đã tuyển dụng 2400 người vào đầu năm 2018, là bộ phận trung tâm trong hoạt động kinh doanh thiết bị tiểu đường của J&J. J&J công bố kế hoạch rút khỏi thị trường thiết bị tiểu đường vào năm 2017, bao gồm cả việc thoái vốn LifeScan, giống như toàn bộ ngành theo dõi đường huyết tại nhà, đã cho thấy hiệu quả bán hàng kém.  Vào tháng 1 năm 2018, có báo cáo về việc các nhà đầu tư Trung Quốc bày tỏ quan tâm đến việc mua công ty với giá 3 đến 4 tỷ đô la Mỹ, trong khi vào tháng 3, Platinum Equity đã đưa ra số tiền nhỏ hơn nhiều là 2,1 tỷ đô la Mỹ cho công ty này.